# Marcia Citron
Pour les articles homonymes, voir Citron.
Marcia Judith Citron (née en 1945) est musicologue et  professeure américaine de musicologie à l'université Rice de Houston. Elle est notamment spécialisée dans les questions relatives aux femmes et au genre, à l'opéra et au cinéma.

## Biographie
Marcia Citron est diplômée du Brooklyn College (licence en 1966) et de l'Université de Caroline du Nord à Chapel Hill (maîtrise en 1968 et doctorat en 1971). Elle reçoit le prix Martha et Henry Malcolm Lovett Distinguished Service Professor of Musicology, et reçoit des subventions de la Fondation nationale pour les sciences humaines, du German Academic Exchange Service et de l'Université Rice. 
Elle est membre de la Société américaine de musicologie (en) et a été présidente du comité.

## Publications
Marcia Citron publie notamment les ouvrages suivants :
- Letters of Fanny Hensel to Felix Mendelssohn, 1985
- Cécile Chaminade : A Bio-Bibliography, 1988
- Gender and the Musical Canon, Cambridge, University Press, 1993[2].
- Opera on Screen, 2000

Elle publie également de nombreux articles traitant de l'histoire et de l'analyse de la musique,.